# Lise Van Hecke
Lise Van Hecke (Sint-Niklaas, 1 juli 1992) is een Belgische volleybalster. Ze speelt als opposite.

## Levensloop
Van Hecke begon met volleybal op zesjarige leeftijd bij Pardaf Kruibeke. Vervolgens doorliep de jeugdreeksen bij VC Temse en debuteerde er als veertienjarige in de A-ploeg in eerste provinciale. Ze verhuisde voor één seizoen naar VC Oudegem en stapte in 2008 over naar Asterix Kieldrecht. Met deze club won ze twee landstitels en even vaak de Beker van België (2010 en 2011), alsook eenmaal de Supercup (2009). Ook was ze met Asterix in seizoen 2009-'10 finalist in de Challenge Cup. Ook werd ze als speelster van deze club in 2010 tijdens de Volleyproms uitgeroepen tot Speelster van het Jaar.
Vervolgens was Van Hecke onder meer actief in de Italiaanse, Braziliaanse en Turkse competitie. In de Italiaanse competitie won ze in seizoen 2012-'13 met Robur Tiboni Urbino Volley de Beker van Italië en de Supercup. Een seizoen eerder werd Van Hecke met deze club derde in de CEV Cup en in 2013-'14 werd ze met River Volley Piacenza landskampioen. In 2015 maakte ze de overstap naar het Braziliaanse Molico Osasco en het daaropvolgende seizoen was ze actief bij het Turkse Beşiktaş Jimnastik Kulübü. In 2017 keerde Van Hecke terug naar de Italië, alwaar ze aansloot bij Volley Pesaro. Na een seizoen sloot ze vervolgens aan bij Saugelia Monza, waarmee ze in seizoen 2020-'21 de CEV Cup won. In 2022 ging ze aan de slag bij het Japanse Hisamitsu Springs.
Met de 'Belgische nationale jeugdploeg onder negentien jaar' werd ze in 2009 in Nederland Europees kampioene en in Thailand derde bij de wereldkampioenschappen. Met de nationale ploeg behaalde ze vervolgens brons op het Europees kampioenschap van 2013 te Berlijn. In september 2017 - tijdens het EK in het Azerbeidzjaanse Gandja - kwam ze een laatste maal uit voor de Yellow Tigers.
In 2021 sloot ze zich aan bij de beschuldigingen van o.a. Freya Aelbrecht, Valérie Courtois en Hélène Rousseaux met betrekking tot emotioneel machtsmisbruik door bondscoach Gert Vande Broek.
Ook haar ouders Lieve Van de Velde en Ludwig Van Hecke, oom Luc Van de Velde, neef Robbe Van de Velde en echtgenoot Wout Wijsmans zijn/waren actief in het volleybal.